# Saint-Nicolas-d'Attez
Saint-Nicolas-d'Attez är en kommun i departementet Eure i regionen Normandie i norra Frankrike. Kommunen ligger i kantonen Breteuil som tillhör arrondissementet Évreux. År 2018 hade Saint-Nicolas-d'Attez 155 invånare.

## Befolkningsutveckling
Antalet invånare i kommunen Saint-Nicolas-d'Attez
Referens:INSEE